# William Pearce Howland
Pour les articles homonymes, voir Howland.
William Pearce Howland, né le 29 mai 1811 à Pawling et mort le 1er janvier 1907 à Toronto, est un homme d'affaires, financier et homme politique canadien. Il est l'un des 36 pères de la Confédération.

## Biographie

### Jeunesse et famille
Né dans l'état de New York, il est le fils de Jonathan Howland et de Lydia Pearce. Il fait ses études à l'académie de Kinderhook. En 1830, il immigre au Haut-Canada pour rejoindre son frère Peleg et partir en affaires.
Il se marie à trois reprises avec des veuves. La première fois le 12 juillet 1843 à Etobicoke avec Mary Anne Blyth. Ce couple aura une fille et deux fils : William Holmes Howland et Oliver Aiken Howland. Il se remarie le 21 novembre 1865 à Toronto avec Susanna Julia Shrewsbury, puis le 15 août 1895 (à l'âge vénérable de 84 ans) avec Elizabeth Mary Rattray.

### Homme d'affaires prospère
De 1840 à 1857, Howland possède des propriétés terriennes dans les environs de la rivière Humber. Vers 1844, il met sur pied une scierie et une meunerie à Lambton Mills. Avec ses frères Peleg, Frederick et Henry, il développe l'industrie du bois dans les cantons de Toronto et de Chinguacousy. Durant les rébellions de 1837-1838, il sympathise avec les insurgés tout en évitant de s'impliquer directement dans le conflit puisqu'il était encore citoyen américain. Il obtient sa citoyenneté canadienne lors de la création de la province du Canada en 1841.
Dans les années 1860, il crée la William P. Howland and Company à Toronto. Il est président du Bureau de commerce de 1859 à 1862 tout en occupant différents fonctions dans des banques et compagnies d'assurance.

### Carrière politique
Aux élections de 1847, il appuie le candidat réformiste James Hervey Price dans la circonscription de York. Partisan de George Brown, il devient membre de la direction du mouvement lors du congrès réformiste du 8 janvier 1857. Aux élections de 1858, il est élu député de York-Ouest.

#### Ministre
Il est réélu en 1861. Il accède alors au conseil exécutif. Du 24 mai 1862 au 14 mai 1863, il est ministre des Finances de la province du Canada. Ensuite, jusqu'au 21 mars 1864, il occupe le poste de receveur général. Il est maître général des Postes du 24 novembre 1864 au 30 août 1866, puis de nouveau ministre des Finances jusqu'à la création du dominion du Canada en juillet 1867. Durant ce mandat, il participe à la conférence de Londres.
Au lendemain de la Confédération canadienne, Howland est élu député de York-Ouest à la Chambre des communes du Canada. Il devient ministre du Revenu intérieur. Il quitte le gouvernement quelques mois plus tard, le 14 juillet 1868, pour des raisons de santé.

#### Fin de carrière

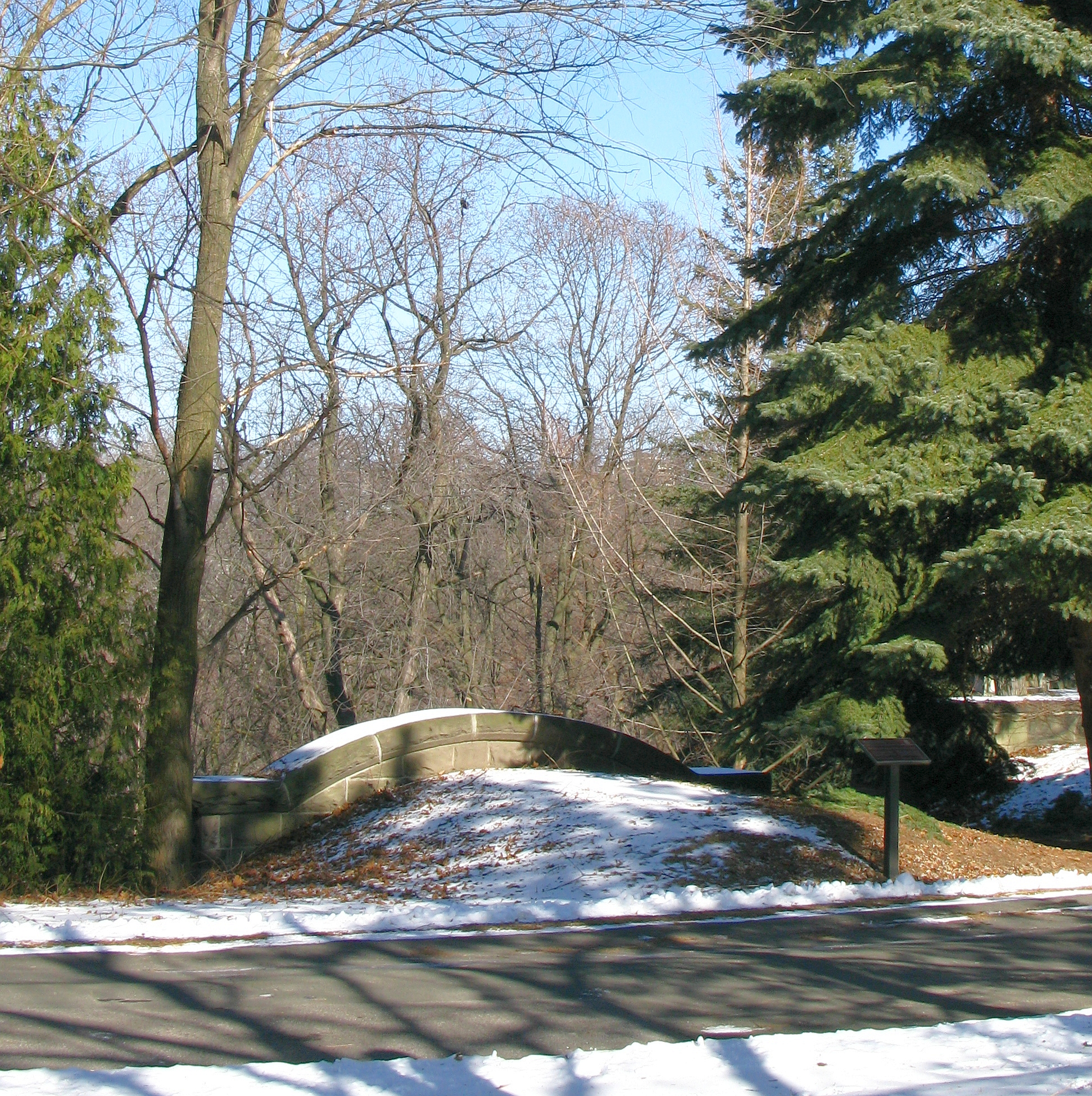
Pierre tombale au cimetière Saint-James de Toronto.

Le 15 juillet 1868, on le nomme lieutenant-gouverneur de l'Ontario. En 1870, il participe à la levée d’une milice pour mater la rébellion de la rivière Rouge menée par Louis Riel. Comme lieutenant-gouverneur, il inaugure les différents chemins de fer qui donneront à Toronto son impulsion pour devenir la première métropole du Canada. Il démissionne le 11 novembre 1873.
De 1873 à 1902, il est président de l'Association d'assurance sur la vie, une des principales institutions financières du pays. Il consacre ses dernières années à la présidence de différents institutions financières.

## Hommages et distinctions
- 1879 : chevalier commandeur de l’ordre de Saint-Michel et Saint-Georges.
- 1867 : compagnon de l’ordre du Bain.